# Jolene Blalock
Jolene Blalock (5 de março de 1975) é uma atriz norte-americana. Seu papel de maior destaque foi o da vulcana T'Pol na série de TV Star Trek: Enterprise. Ela é casada com Michael Rapino, empresário ligado à música, e tem três filhos.

## Filmografia
| Ano     | Nome                           | Personagens        | Notas                                 |
| ------- | ------------------------------ | ------------------ | ------------------------------------- |
| 1998    | Veronica's Closet              | Woman #3           | Episódio: "Veronica's Breast Efforts" |
| 1999    | The Love Boat: The Next Wave   | Woman              | Episódio: "Prom Queen"                |
| 2000    | Queen for a Day                | Hot Babe in Yellow |                                       |
| 2000    | G vs E                         | Libby              | Episódio: "Cougar Pines"              |
| 2000    | D.C.                           | Kristi             | Episódio: "Truth" Episódio: "Justice" |
| 2000    | Jason and the Argonauts        | Medea              | Filme de TV                           |
| 2000    | CSI: Crime Scene Investigation | Laura Garris       | Episódio: "Crate 'n Burial"           |
| 2001    | The Diamond Hunters            | Ruby Grange        | Série de TV                           |
| 2001    | JAG                            | Cpl. Lisa Antoon   | Episódio: "Touch and Go"              |
| 2001    | On the Edge                    | Charlie's Wife     | Filme de TV                           |
| 2001    | Enterprise                     | Commander T'Pol    | 2001–2005 (98 Episódios)              |
| 2003-04 | Stargate SG-1                  | Ishta              | 2 episódios                           |
| 2005    | Slow Burn                      | Nora Timmer        |                                       |
| 2006    | I Dream of Murder              | Joanna             | Filme de TV                           |
| 2007    | Shadow Puppets                 | Kate               |                                       |
| 2008    | Starship Troopers 3: Marauder  | Captain Lola Beck  |                                       |
| 2008    | CSI: Miami                     | Feratelli Porter   | Episódio: "Bombshell"                 |
| 2009    | House MD                       | Lexa               | Episódio: "Teamwork"                  |
| 2010    | Legend of the Seeker           | Sister Nicci       | Episódios: "Dark" e "Perdition"       |
| 2010    | Sinners & Saints               | Stacy              |                                       |
| 2010    | 10 Items or Less               | Ela mesma          | Episódio: "Star Trok"                 |
| 2011    | One Kine Day                   | CC                 |                                       |
| 2014    | Sex Tape                       | Catalina           |                                       |
| 2014    | Killing Frisco                 | Jolene             |                                       |